# Liste von Bergwerken im Eifelkreis Bitburg-Prüm

Kommunen im Eifelkreis Bitburg-Prüm.

Die Liste von Bergwerken im Eifelkreis Bitburg-Prüm umfasst Bergwerke im Eifelkreis Bitburg-Prüm, Rheinland-Pfalz. Der Bergbau in der Eifel ist seit der Eisenzeit belegt.

## Liste

### Verbandsgemeinde Bitburger Land
| Name          | Ortsteil       | Bergrevier | Beginn | Ende | Teufe | Anmerkungen   | Lage | Bild |
| ------------- | -------------- | ---------- | ------ | ---- | ----- | ------------- | ---- | ---- |
| Badem         | Badem          | Cöln-West  | 1861   |      |       | Eisen; Mutung |      |      |
| Etteldorf     | Etteldorf      | Cöln-West  | 1861   |      |       | Eisen; Mutung |      |      |
| Erdorf I      | Bitburg-Erdorf | Cöln-West  | 1861   |      |       | Eisen; Mutung |      |      |
| Erdorf II-III | Wilsecker      | Cöln-West  | 1861   |      |       | Eisen; Mutung |      |      |
| Fliessem III  | Fließem        | Cöln-West  | 1861   |      |       | Eisen; Mutung |      |      |
| Seinsfeld     | Seinsfeld      | Cöln-West  | 1861   |      |       | Eisen; Mutung |      |      |
| Weiler        | Kyllburgweiler | Cöln-West  | 1861   |      |       | Eisen; Mutung |      |      |
| Willsecker    | Wilsecker      | Cöln-West  | 1861   |      |       | Eisen; Mutung |      |      |

### Verbandsgemeinde Prüm
| Name                   | Ortsteil                 | Bergrevier | Beginn        | Ende          | Teufe | Anmerkungen | Lage | Bild |
| ---------------------- | ------------------------ | ---------- | ------------- | ------------- | ----- | --- | ---- | ---- |
| Am Krakesberge         | Bleialf?                 | Düren      | 16. Okt 1556  |               |       | Blei |      |      |
| Auf dem Alffer Berg    | Bleialf?                 | Düren      | 16. Okt 1556  |               |       | Blei |      |      |
| Auf der Trenken        | Brandscheid              | Düren      | 24. Jan. 1571 |               |       | Blei |      |      |
| Birk                   | Niederprüm               | Düren      |               |               |       | Eisen |      |      |
| Eifelsegen             | Brandscheid              | Düren      |               |               |       | Blei |      |      |
| Emilienberg            | Winterscheid             | Düren      |               |               |       | Blei |      |      |
| Eva-Liv                | Schönecken-Wetteldorf    | Düren      |               |               |       | Eisen; im Konzessionsfeld Wetteldorf |      |      |
| Gute Hoffnung          | Bleialf                  | Düren      |               |               |       | Blei |      |      |
| Im Fleischberge        | Bleialf                  | Düren      | 3. Jul. 1607  |               |       | Blei |      |      |
| Lüttgen                | Niederprüm               | Düren      |               |               |       | Eisen |      |      |
| Neue Hoffnung          | Bleialf                  | Düren      | 11. Jh.       | 11. Okt. 1954 |       | Blei; verliehen 29. Jan. 1840; Mühlenberger Stollen (> 400 m Länge); Mühlenberger Schacht; bis zu 1000 Arbeiter; neu verliehen 5. Mär. 1952; Betriebszeiten 1840–1852,?-1. Okt. 1922, 5. Mär. 1952 - 11. Okt. 1954; mind. 10 erzführende Parallelgänge, darunter: Richelberger, Heinrich, Bucheter und Ober-Dickhecker als Hauptgänge | Lage |      |
| Rötzel                 | Niederprüm               | Düren      |               |               |       | Eisen |      |      |
| Schnee-Eifel-Silberhöh | Gondenbrett-Niedermehlen | Düren      |               |               |       | Blei |      |      |
| Wetteldorf             | Schönecken-Wetteldorf    | Düren      |               |               |       | Eisen; Konzessionsfeld |      |      |
| Vahlberg               | Prüm                     | Düren      |               |               |       | Kupfer |      |      |
| Seiwerath              | Schönecken-Wetteldorf    | Düren      |               |               |       | Eisen; im Konzessionsfeld Wetteldorf |      |      |